# Smile Empty Soul
Gli Smile Empty Soul sono un gruppo statunitense post-grunge proveniente da Santa Clarita, in California.

## Storia
Gli Smile Empty Soul si formarono nel 1998 a Santa Clarita, la formazione iniziale della band era composta da tre membri: voce e chitarra Sean Danielsen, basso elettrico Ryan Martin e batteria Derek Gledhill.
Dopo numerosi concerti nella loro città di origine, ebbero un contratto discografico con la Lava Records.
Nel 2003 debuttarono con il loro omonimo album, Smile Empty Soul, che vendette più di 500 000 copie aggiudicandosi così il disco d'oro.
Poco tempo dopo la pubblicazione del loro secondo album di inediti, Anxiety, Derek Gledhill lasciò il posto dietro le pelli a Dominic Weir.
A causa dei problemi con la Lava Records l'album venne pubblicato in pochissime copie, tanto che il frontman Sean Danielsen durante un concerto comunicò ai fan quanto accaduto e li invito a tentare di scaricare l'album online.
Nel giugno del 2006 firmarono per l'etichetta Bieler Bros. Records, e avvenne un altro cambio di formazione con l'arrivo del nuovo batterista Jake Kilmer, al posto di Dominic Weir, e di un secondo chitarrista Mike Booth (ex-Cold).
Nell'ottobre 2006 venne pubblicato Vultures. Tale album si posiziono 169º nella classifica Billboard, con poco più di 5 000 copie vendute.
Nel 2007 Mike Booth abbandonò la band, che tornò così alla formazione a 3.
Nel 2008 annunciano l'uscita del loro quarto album dal titolo Consciousness. A seguito di un ulteriore cambio di etichetta però l'album fu distribuito nell'agosto 2009 con la F.O.F./EMI records. Vennero realizzati dei video musicali dalla band per le canzoni We're Through e Faker, contenute in Consciousness.

## Formazione
Attuale
- Sean Danielsen (voce e chitarra)
- Rayan Martin (basso)
- Jake Kilmer (batteria e seconda voce)

## Discografia
- Smile Empty Soul (2003)
- Anxiety (2005)
- Vultures (2007)
- Consciousness (2009)
- More Anxiety (2010)
- 3's (2012)
- Chemicals (2013)
- Oblivion (2018)